# Vongnes
Vongnes ist eine französische Gemeinde im Département Ain in der Region Auvergne-Rhône-Alpes. Sie gehört zum Kanton Belley im Arrondissement Belley.

## Lage
Die Gemeinde Vongnes liegt im Bugey, sechs Kilometer nördlich von Belley. Sie grenzt an Ceyzérieu, Flaxieu und Marignieu. Im Osten reicht das Gemeindegebiet bis an das Tal des Séran heran.

## Bevölkerungsentwicklung
| Jahr                       | 1962 | 1968 | 1975 | 1982 | 1990 | 1999 | 2006 | 2014 | 2021 |
| -------------------------- | ---- | ---- | ---- | ---- | ---- | ---- | ---- | ---- | ---- |
| Einwohner                  | 91   | 77   | 74   | 86   | 92   | 89   | 62   | 71   | 71   |
| Quellen: Cassini und INSEE |      |      |      |      |      |      |      |      |      |

## Sehenswürdigkeiten
- Kirche Saint-Oyen, Monument historique
- Kapelle Notre-Dame-de-Poirin

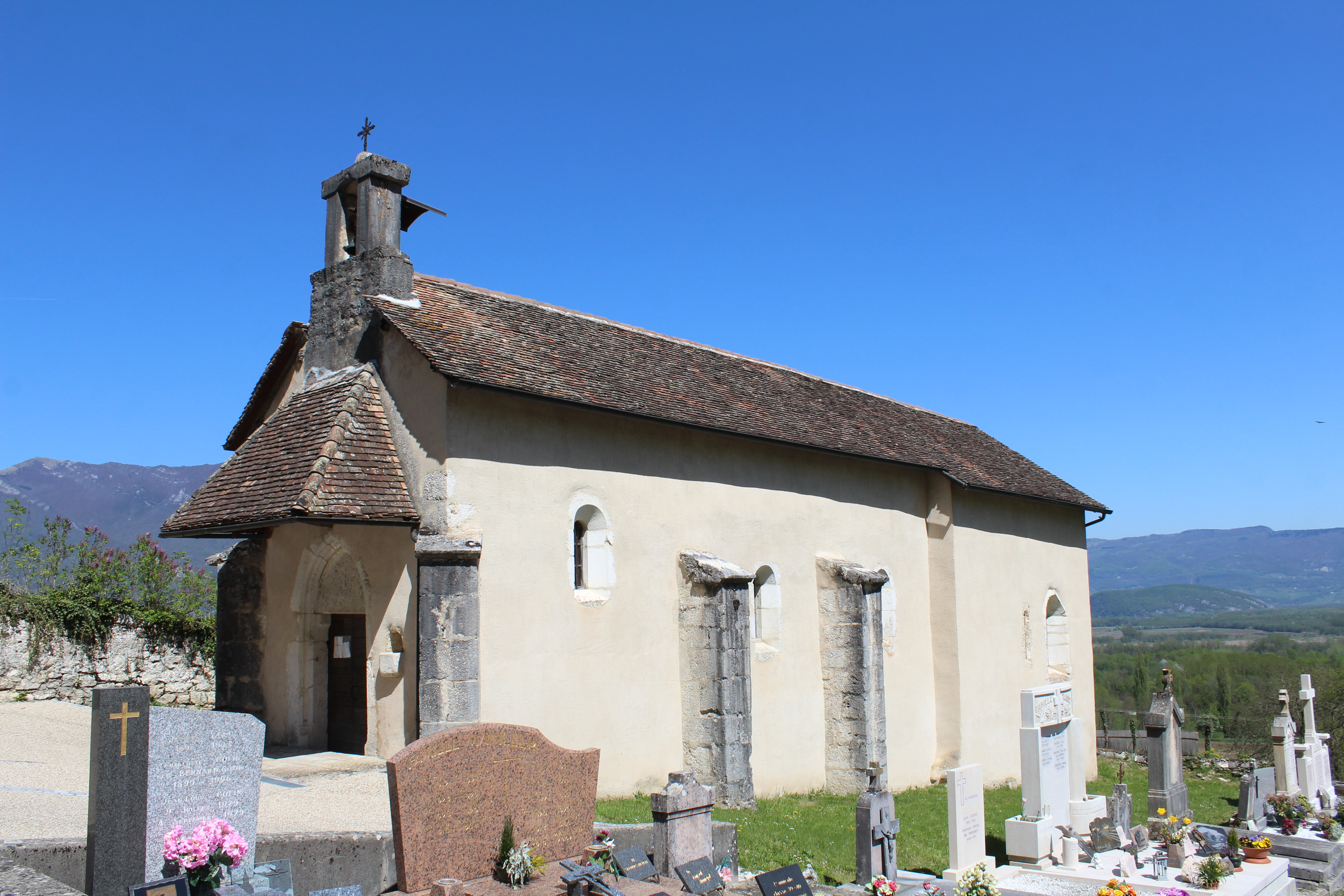
Kirche Saint-Oyen
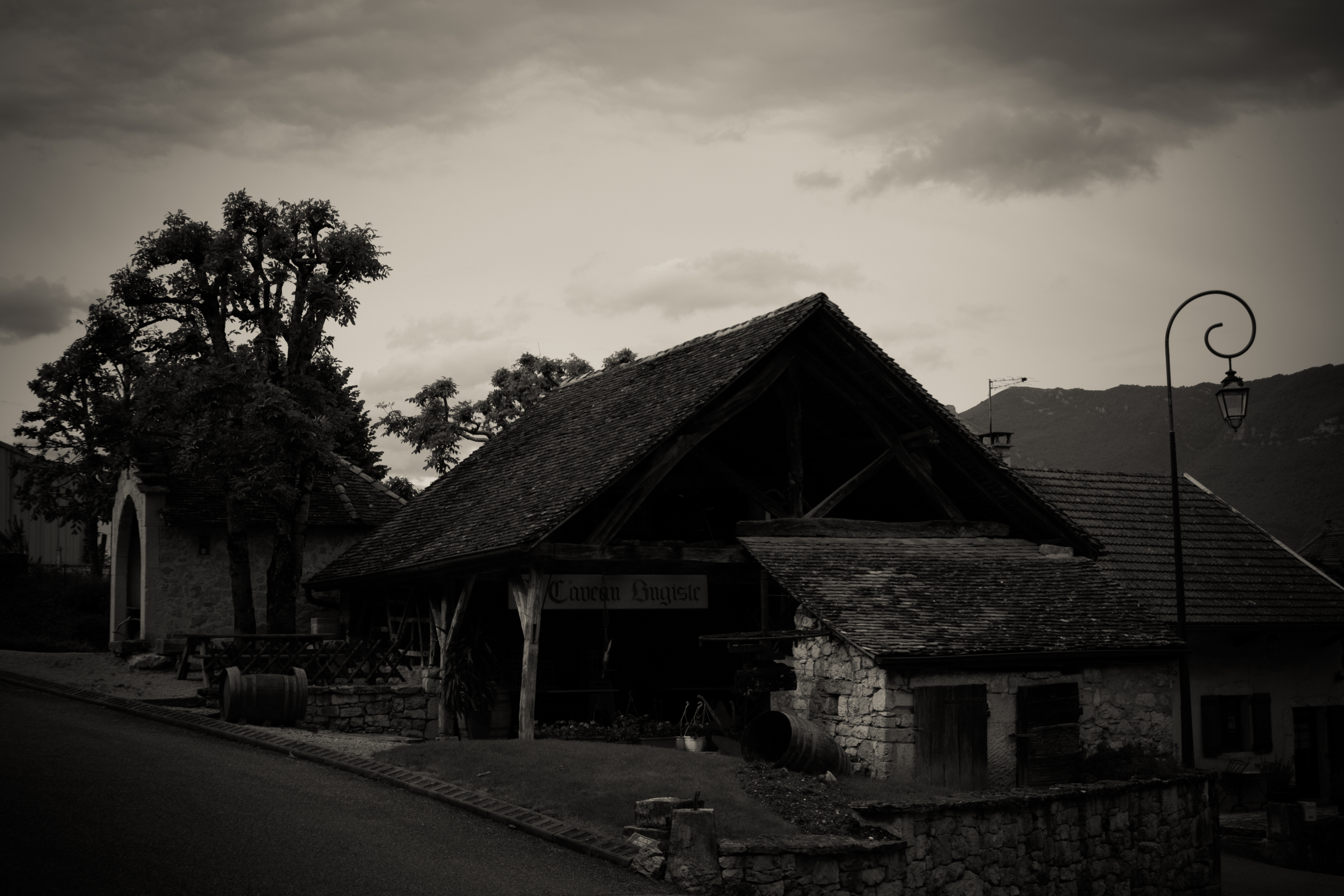
Weinmuseum
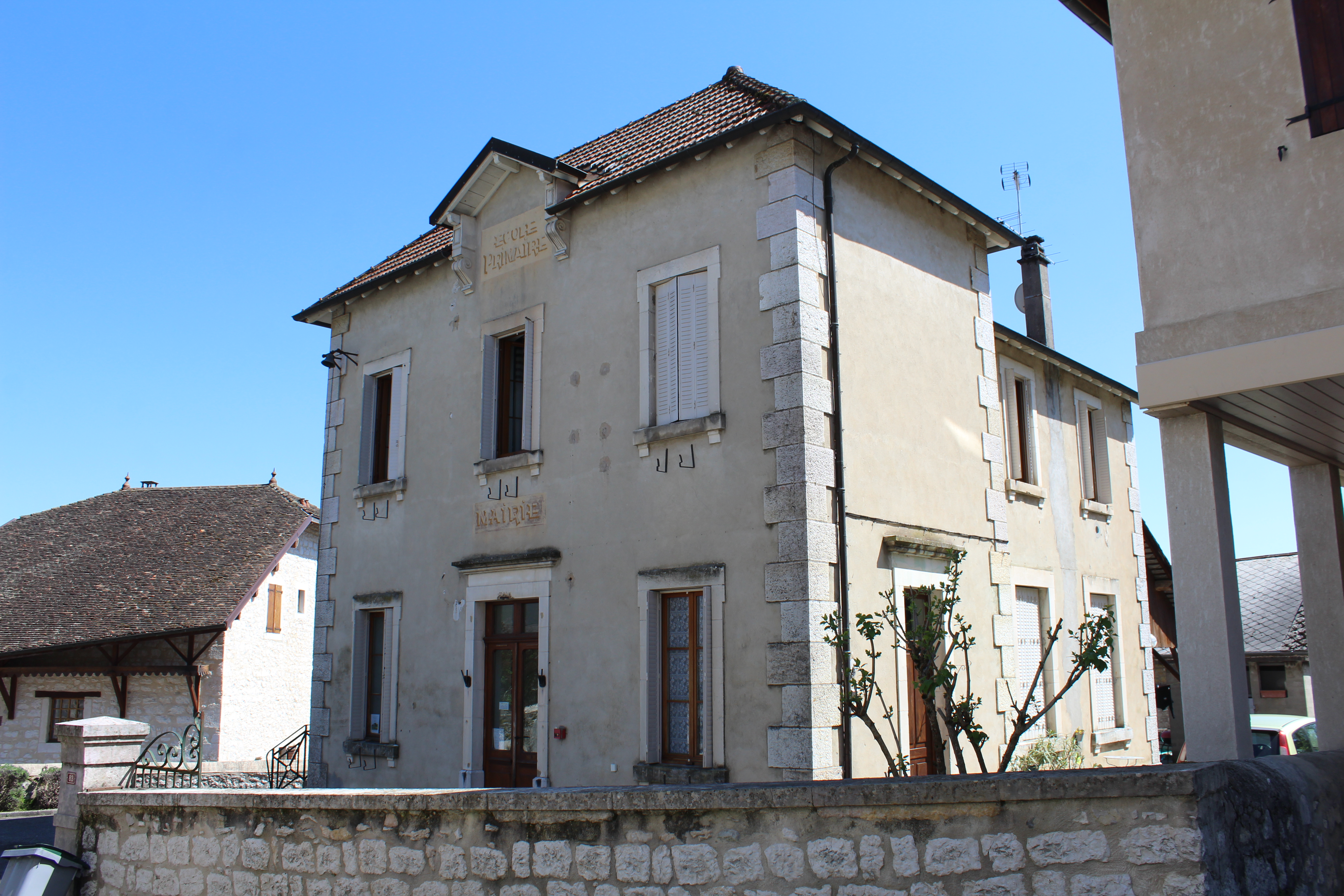
Rathaus (mairie)
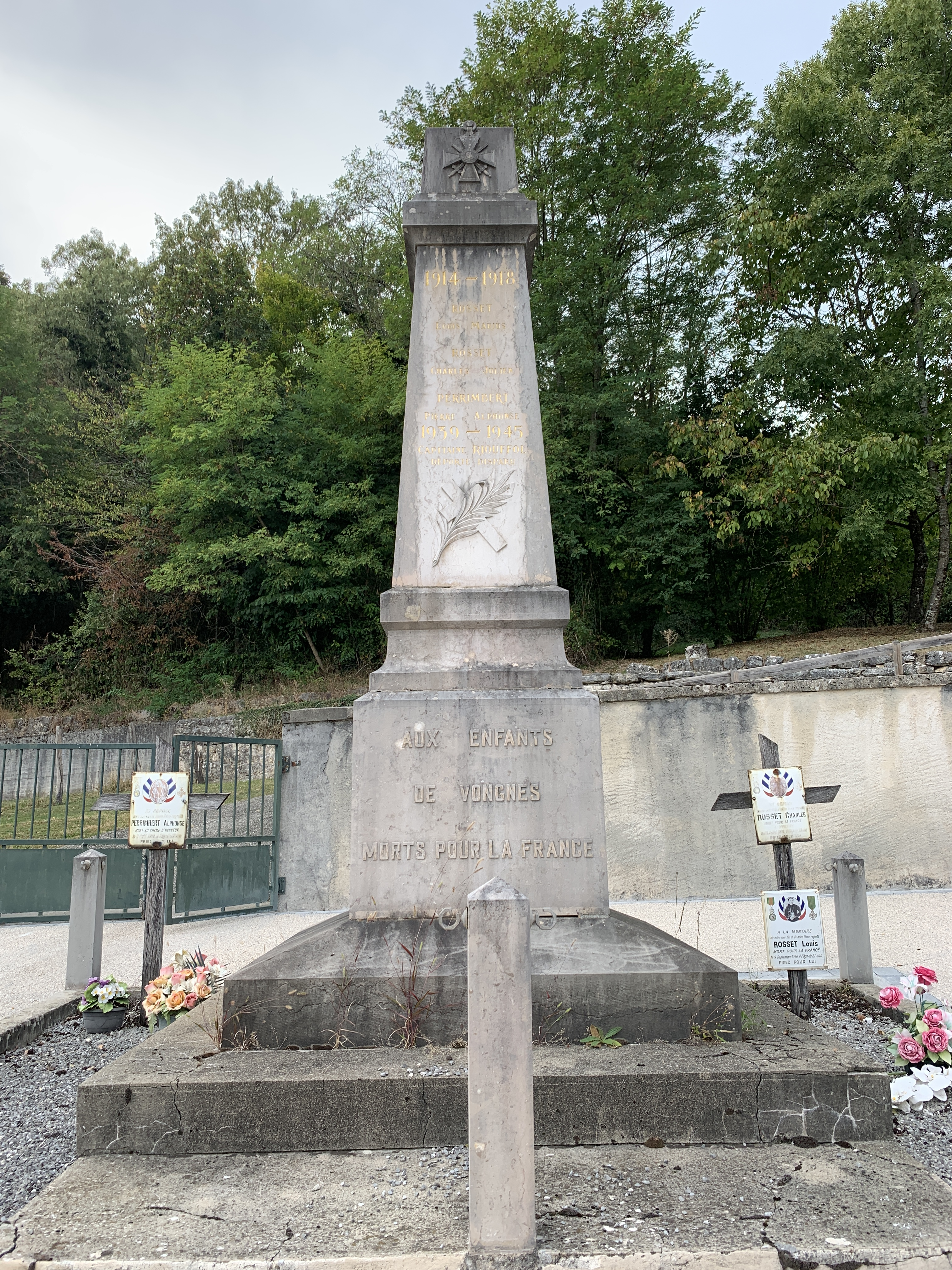
Gefallenendenkmal

## Wirtschaft
In Vongnes werden Reben der Herkunftsbezeichnung Vin du Bugey kultiviert.